# W drodze (miesięcznik)
W drodze – miesięcznik wydawany przez Polską Prowincję Dominikanów, poświęcony życiu chrześcijańskiemu: teologii, duchowości, problemom społecznym, kulturze (literaturze, muzyce, filmom).
Pismo zaczęło się ukazywać we wrześniu 1973 roku, po kilku latach starań o pozwolenie na jego założenie. Inicjatorami jego wydawania była trójka dominikanów: o. Marcin Babraj OP, o. Jan Andrzej Kłoczowski OP i o. Konrad Hejmo OP. Pierwszym redaktorem naczelnym został o. Marcin Babraj OP. Od początku pismo skupiło wokół siebie grono znaczących autorów, m.in. Romana Brandstaettera, ks. Józefa Tischnera, Annę Kamieńską, Andrzeja Kijowskiego. Pomimo ingerencji cenzury ukazywały się w nim utwory autorów „niepokornych”, w tym Gustawa Herlinga-Grudzińskiego. „W drodze” było pismem dla poszukujących, a także dla tych, dla których wiara była świadomym, przemyślanym wyborem. Poruszało także problematykę ekumeniczną.
Od stycznia 2012 roku miesięcznik dostępny jest także w wersji na czytnik Amazon Kindle. Był to trzeci polski periodyk wydawany w tym formacie i zarazem pierwszy miesięcznik. Od stycznia 2013 pismo było dostępne również w wersji na iPad.
W latach 1995–2010 redaktorem naczelnym był Paweł Kozacki OP, a od czerwca 2010 jest nim Roman Bielecki OP. Każdy numer poświęcony jest określonemu tematowi, ale zawiera także stałe rubryki: Dominikanie na niedzielę (komentarz do niedzielnych czytań liturgicznych), Pytania w drodze (Wojciech Surówka OP), Orientacje (recenzje i omówienia nowości filmowych, muzycznych, nowych książek i czasopism). Stałe felietony publikowali: Grzegorz Górny, Jarosław Makowski, Małgorzata Musierowicz, Jan Góra OP, Dariusz Kowalczyk SJ, Marek Magierowski, Tessa Capponi-Borawska, Konrad Kruczkowski, Dariusz Rosiak.
Aktualni felietoniści: Paulina Wilk, ks. Grzegorz Strzelczyk, Jarosław Mikołajewski, Paweł Krupa OP, Stefan Szczepłek.
Na łamach miesięcznika publikowali m.in.: Jacek Salij OP (Szukającym drogi), Jan Góra OP, Michał Zioło OCSO.
W październiku 2023 miesięcznik obchodził 50-lecie istnienia; w tym okresie ukazały się 602 numery regularne i 4 specjalne.
W październiku 2023 Fundacja „Dzieło Nowego Tysiąclecia” nagrodziła „W drodze” nagrodą Totus Tuus za rok 2023 w kategorii „TOTUS TUUS medialny im. bpa Jana Chrapka”. W uzasadnieniu Kapituły napisano, że nagroda została przyznana za budowanie wiary rozumnej, kształtowanie społeczeństwa myślącego, krytycznego wobec rzeczywistości, jednocześnie wrażliwego na drugiego człowieka i jego często skomplikowaną sytuację.

## Redaktorzy naczelni
- Marcin Babraj (1973–1995)
- Paweł Kozacki (1995–2010)
- Roman Bielecki (od 2010)